# 酒のやど
「酒のやど」（さけのやど）は、2012年5月9日に発売された香西かおりの35枚目のシングルである。発売元はNAYUTAWAVE RECORDS。

## 概要
- 前作の「糸車、からり」に継ぐ香西かおりデビュー25周年記念曲。
- 発売から1年以上に渡るロングヒットで、自身5年ぶりに2012年末の第63回NHK紅白歌合戦へ返り咲きを果たす。
- 翌2013年末の第64回NHK紅白歌合戦、及び翌々2014年末の第65回NHK紅白歌合戦も同曲で出場、3年連続して紅白での歌唱となった。
- 第45回日本有線大賞有線音楽優秀賞、第54回日本レコード大賞優秀作品賞・各受賞曲。

## 収録曲
- 全曲作曲：森山慎也

1. 酒のやど
作詞：池田充男／編曲：伊戸のりお
2. 恋みれん
作詞：秋浩二／編曲：上杉洋史
3. 酒のやど（オリジナルカラオケ）
4. 恋みれん（オリジナルカラオケ）